# Kapucijnenklooster (Koblenz)
Het Klooster van de Kapucijnen in Koblenz (Duits: Koblenz Kapuzinerkloster) is een in de stad Koblenz gelegen voormalig klooster van de minderbroeders kapucijnen. Het klooster staat sinds 2002 op de lijst van werelderfgoed van UNESCO. Sinds het vertrek van de broeders doet de kerk dienst als parochiekerk.

## Geschiedenis van het klooster

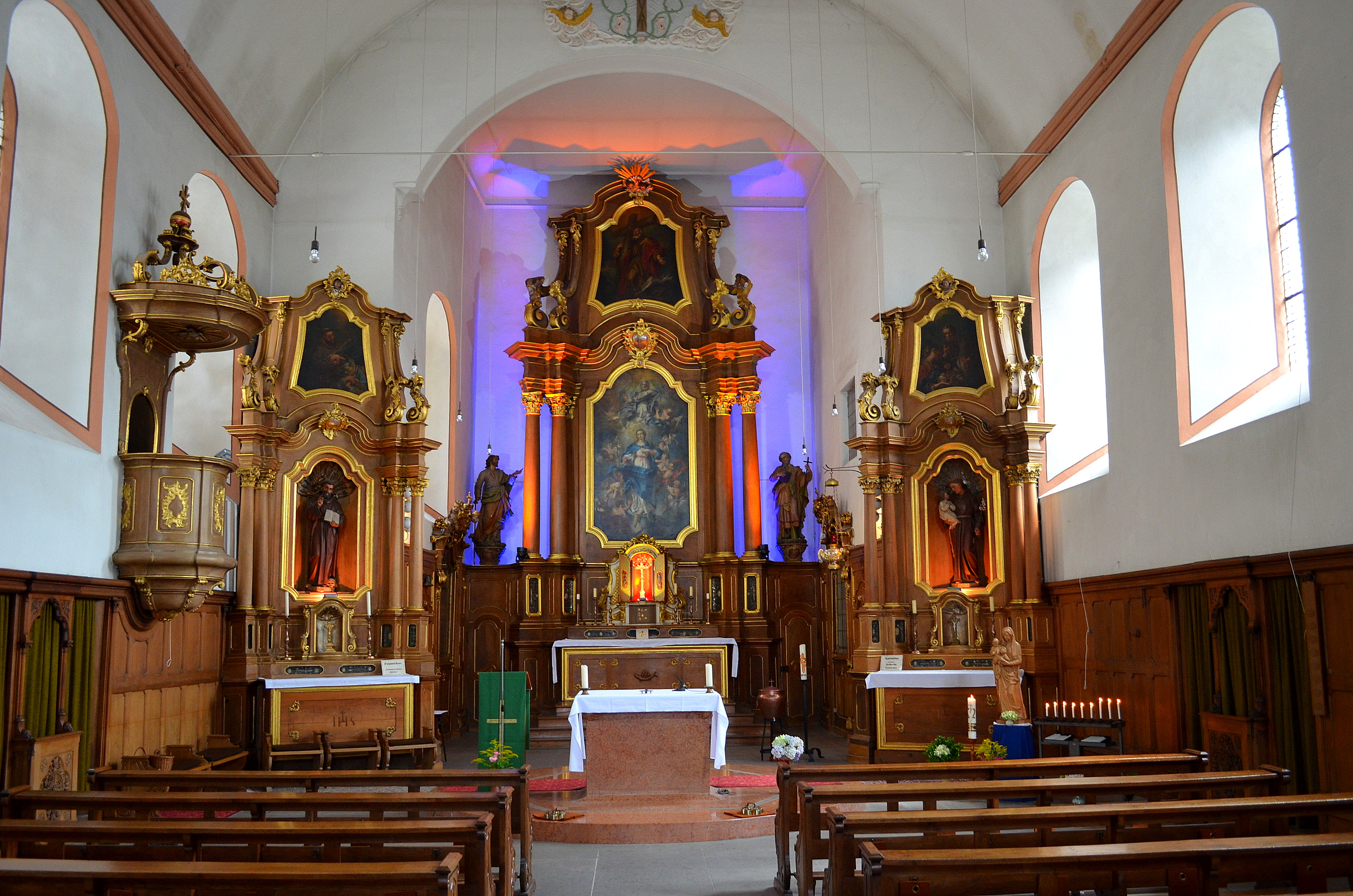
Kapucijnenklooster van Koblenz, interieur van de kerk

Op verzoek van de Trierse keurvorst Philipp Christoph von Sötern vestigden de Kapucijnen zich in 1627 in Ehrenbreitstein bij Koblenz. Op 18 oktober 1628 werd de eerste steen gelegd voor de bouw van een klooster, dat in 1629 werd voltooid en aan de apostelen Filippus en Jakobus gewijd. Tijdens het woeden van de Dertigjarige Oorlog werden in 1636 zowel Ehrenbreitstein als het klooster bij felle gevechten rond de vesting verwoest. De herbouw volgde in 1655 onder keurvorst Karl Kaspar von der Leyen. Wijbisschop Otto Johann Theodor von Senheim (1633–1662) wijdde een jaar later de nieuwbouw aan de schutspatronen Franciscus van Assisi, Karel Borromeus en de apostel Filippus.
Na de verovering door Franse revolutietroepen en de daaropvolgende secularisatie vervielen de bezittingen van het klooster in 1803 aan Nassau-Weilburg, later aan het hertogdom Nassau. De kerk werd een gewone parochiekerk; het klooster werd op 16 februari 1813 geruimd en de inrichting verkocht. Toen de Rijnprovincie in 1815 in handen viel van het koninkrijk Pruisen, namen Pruisische troepen het kloosterterrein over. Omstreeks 1860 liet men de gebouwen rond de kruisgang grotendeels afbreken. Op 29 juni 1861 keerden de kapucijnen weer terug naar de resterende gebouwen van hun klooster in Ehrenbreitstein, maar als gevolg van de Kulturkampf werden de broeders gedwongen om van 1875 tot 1887 opnieuw hun klooster te verlaten.
Het klooster werd in 1908 de zetel van het bestuur van de Rijnlands-Westfaalse ordeprovincie. De broeders kochten het aangrenzende Konradhaus aan en richten er voor hun jeugdhulpverlening een vormingsplek op. Voor dit doel werd tussen het aangekochte pand en het klooster een verbindingsvleugel gebouwd. Boven het portaal ervan staat tot op de dag van vandaag het beeld van Koenraad van Parzham.
Tijdens de verschrikkelijke bombardementen op Koblenz in de Tweede Wereldoorlog werd het klooster op 25 september 1944 door een luchtmijn getroffen. Het dak raakte beschadigd. Na de verwoesting van de Heilig-Kruiskerk bij het bombardement van 31 december 1944 deed de kloosterkerk tevens dienst als parochiekerk tot de voltooiing van de nieuwe Heilig-Kruiskerk in 1964.
Het klooster werd in de jaren 1740, 1920, 1926, 1970, 1993 en 1995 als gevolg van de hoge waterstand van de Rijn overstroomd.
Het bestuur van de Rijnlands-Westfaalse ordeprovincie verhuisde in 2007 naar Frankfurt am Main. De laatste broeders verlieten eind september 2008 het klooster. Sinds mei 2009 is de voormalige kloosterkerk de parochiekerk van de Heilig-Kruisparochie. De Heilig-Kruiskerk wordt sinds 2010 alleen nog voor culturele doeleinden gebruikt.

## Sint-Franciscuskerk

### Exterieur
Tot het klooster behoort de in 1657 gewijde Sint-Franciscuskerk. Het is sinds verwoesting van de stad in de Tweede Wereldoorlog de enige barokke kerk in het stadsgebied van Koblenz. Het westelijke front bestaat uit drie gevels: de middelste gevel is groter dan beide anderen. Achter de noordelijke gevel bevindt zich de Loretokapel, aan de zuidelijke sluit zich de kloostertoegang aan. Het gebouw wordt gedekt door een zadeldak met dakruiter. Boven de ingang van de kerk bevindt zich een nis met een beeld van de Moeder Gods uit het jaar 1655 met aan de sokkel het wapen van aartsbisschop Karl Kaspar von der Leyen.

### Inrichting
De voor de Kapucijner orde typerende kerk met een Loretokapel bezit een opmerkelijke inrichting uit de 18e eeuw. Johannes Seiz, die als bouwmeester aan het hof van Keur-Trier werkte, bouwde in 1753 drie nieuwe altaren. De Venetiaanse kunstenaar Vincentius Daminij schiep de zes altaarschilderijen. De kansel werd enkele jaren later geschonken (1755) en een orgel volgde in 1760. De zaalkerk heeft een eenvoudig tongewelf.
Het huidige orgel werd in 1925 door Johannes Klais Orgelbau te Bonn geplaatst en in 1992 gerenoveerd.

### Afbeeldingen

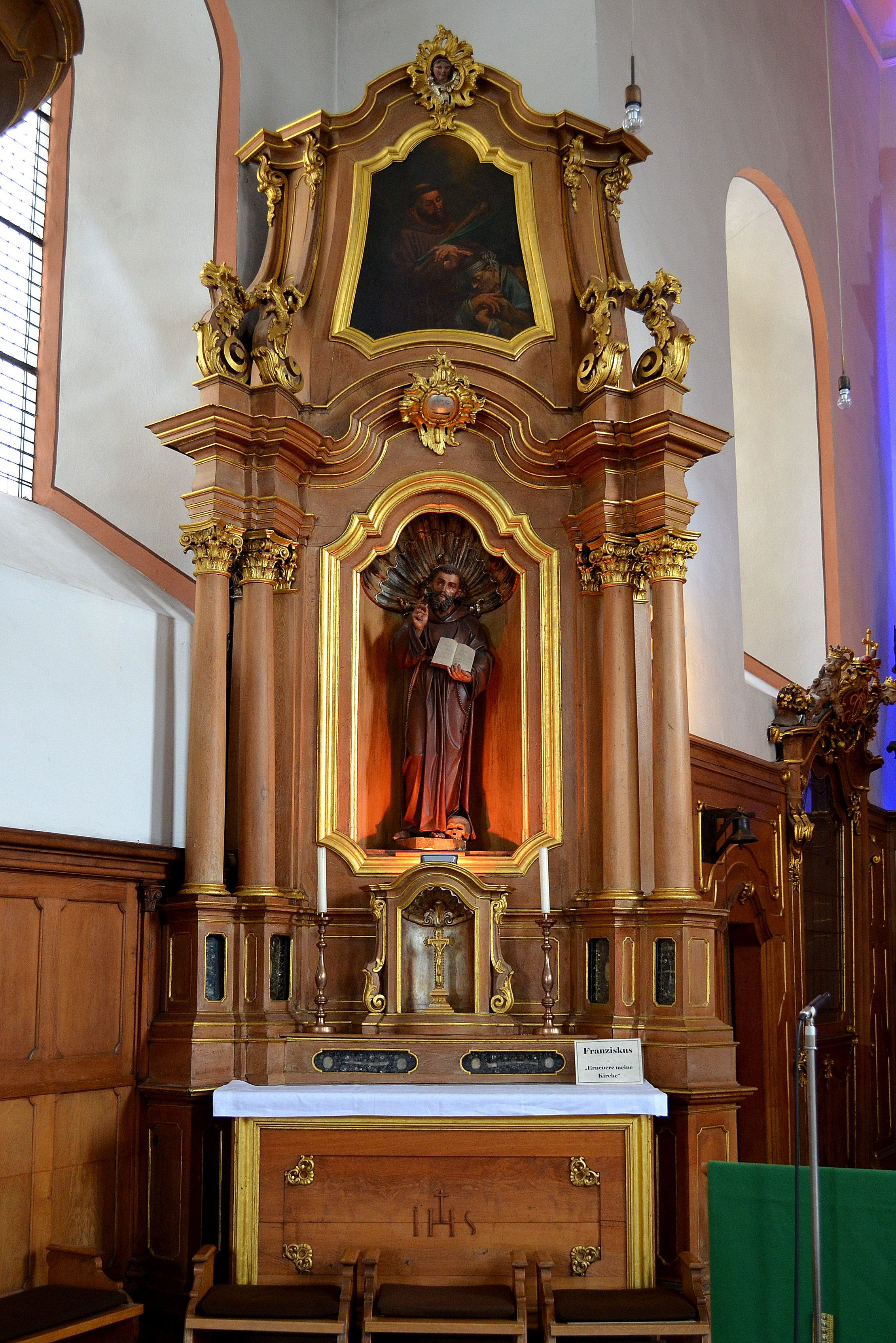
Linker zijaltaar
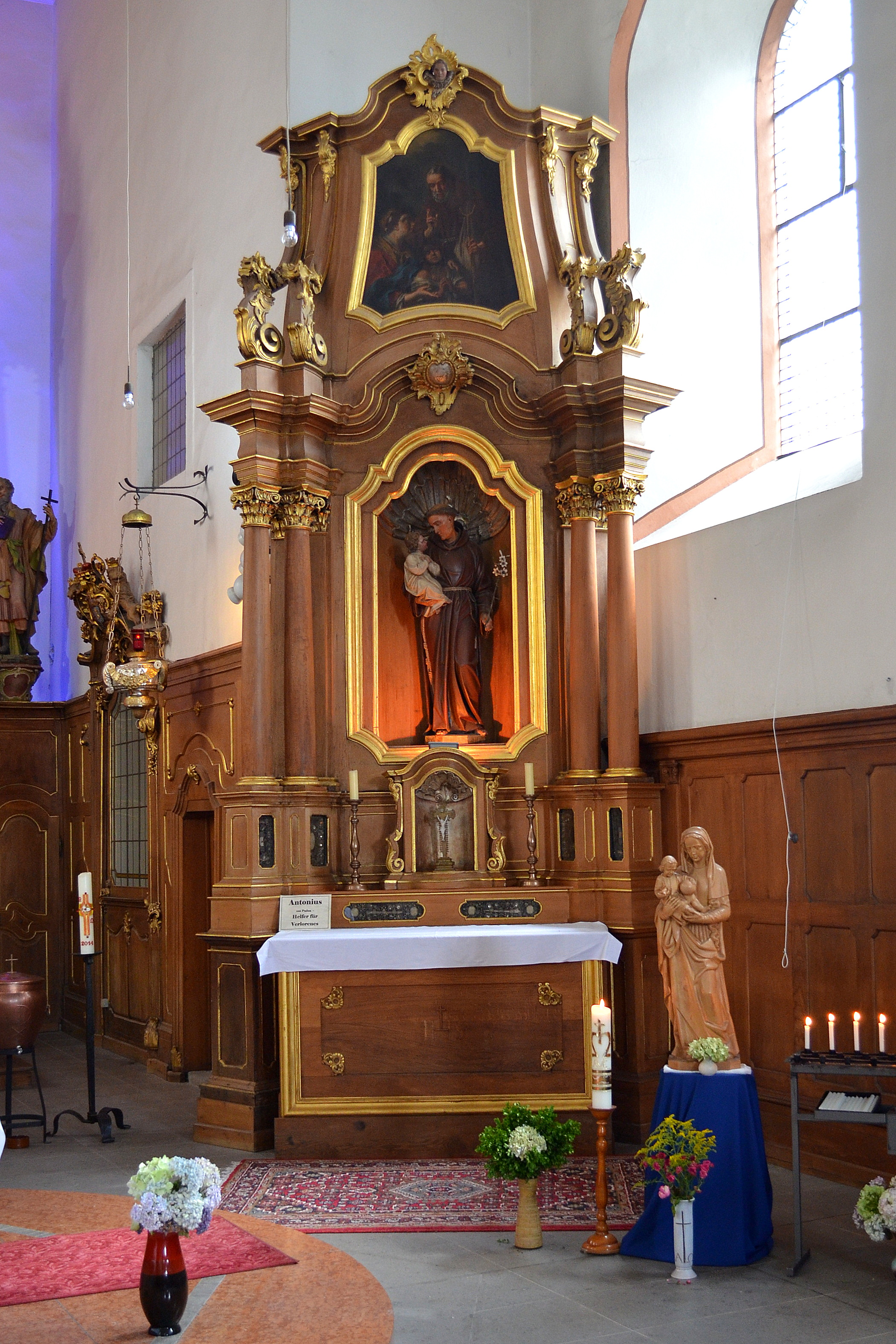
Rechter zijaltaar
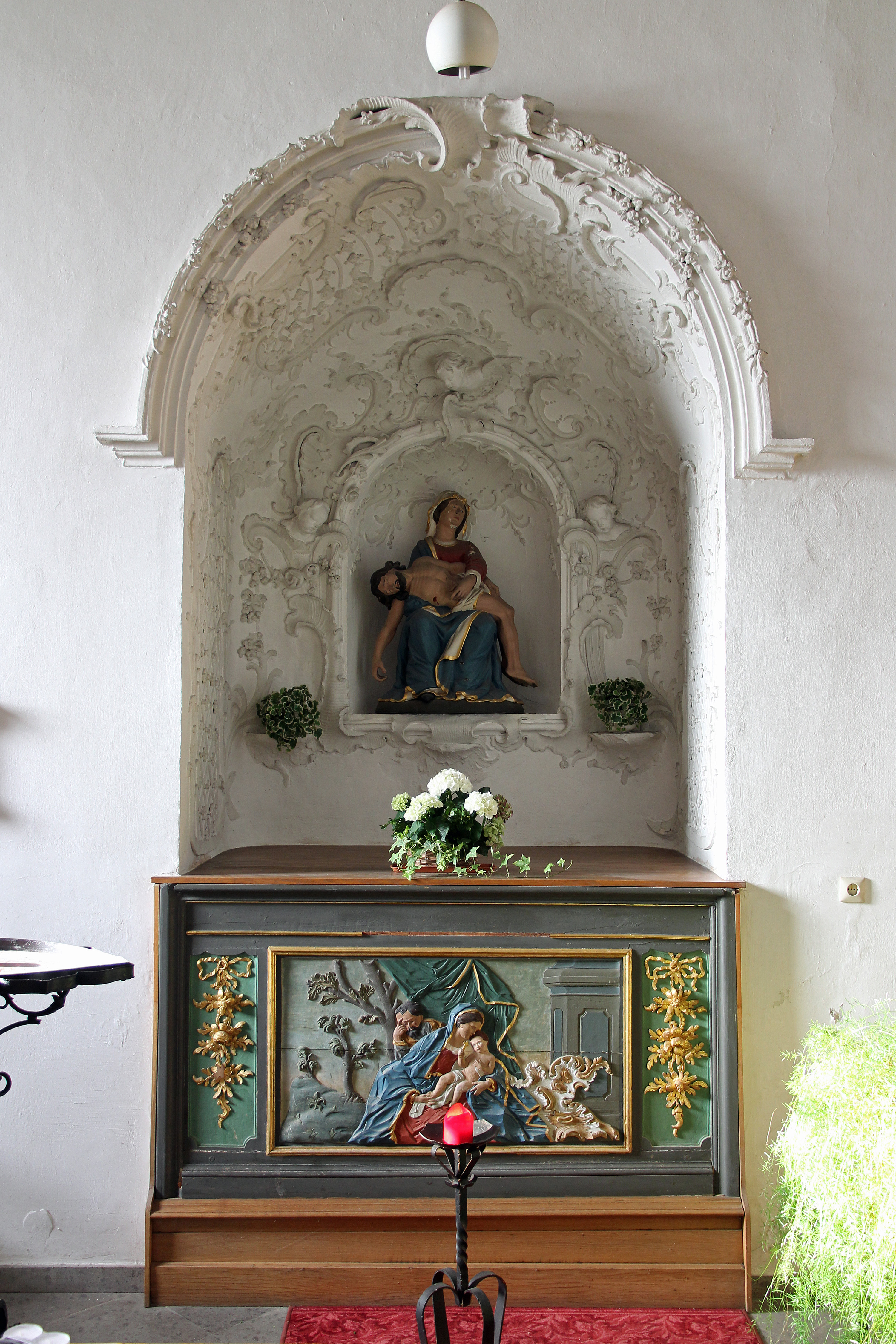
Altaar Loretokapel
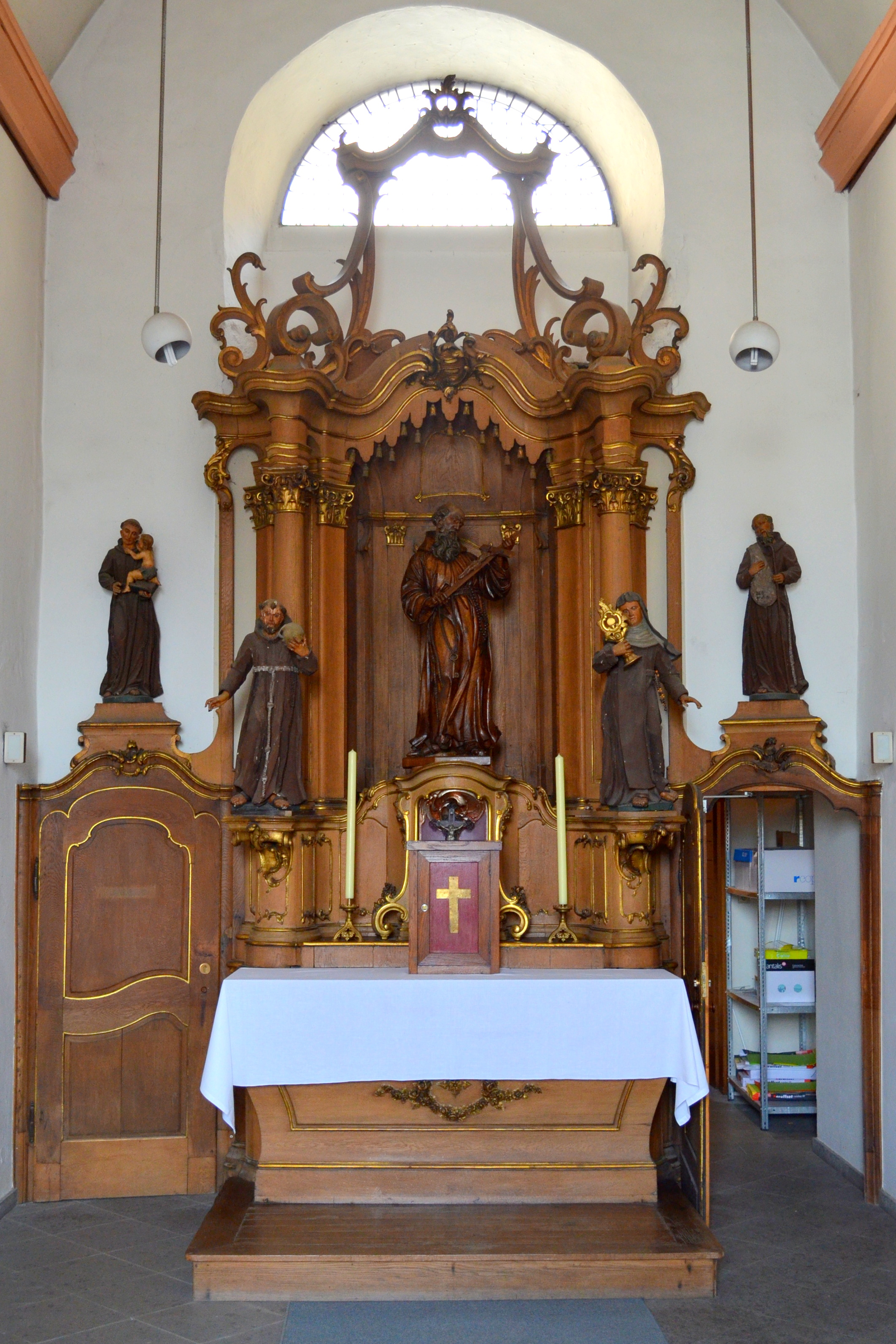
Altaar Loretokapel
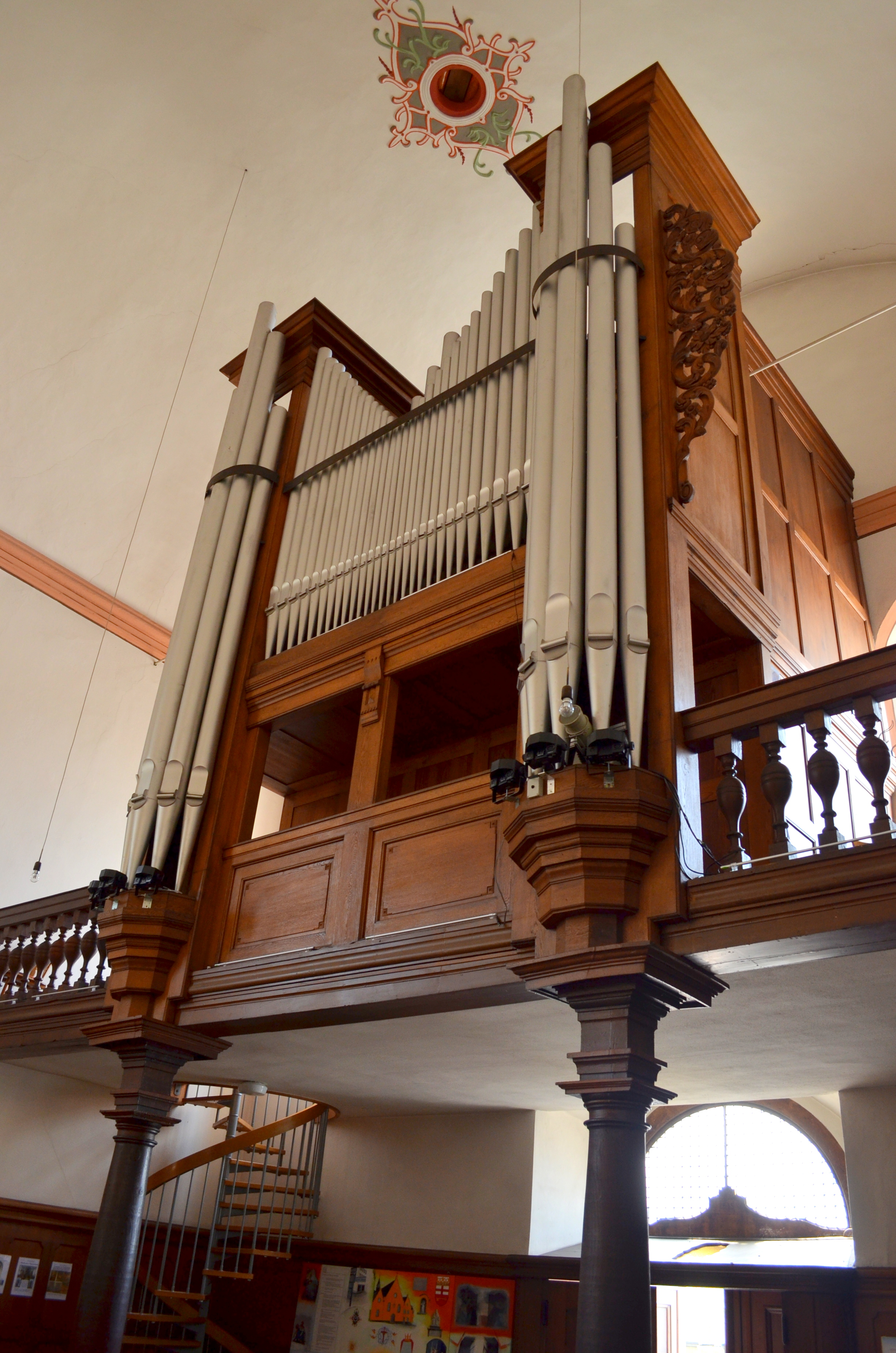
Orgel